# Voivodato di Elbląg

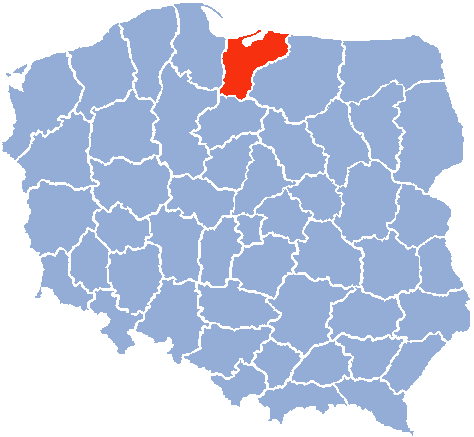
Voivodato di Elbląg

Il voivodato di Elbląg (in polacco województwo elbląskie) è stato un'unità di divisione amministrativa e governo locale della Polonia negli anni 1975-1998. Nel 1999 è stato soppiantato dai voivodati di Varmia-Masuria e di Pomerania. La città capitale era Elbląg.

## Principali città (popolazione nel 1995)
- Elbląg (128700)
- Malbork (40300)
- Kwidzyn (39300)